# Chihuahua (delstat)
Chihuahua är en delstat i norra Mexiko. Delstaten är till ytan landets största och har cirka 3,6 miljoner invånare. Administrativ huvudort är staden Chihuahua, medan den största staden är Juárez. Andra stora och viktiga städer är Cuauhtémoc, Delicias, Hidalgo del Parral och Nuevo Casas Grandes. Delstaten är indelad i 67 kommuner.
Chihuahua gränsar mot delstaterna Coahuila i öster, Durango i söder och Sonora i väster samt mot USA i norr, med delstaterna New Mexico och Texas.

## Historia
Innan spanjorernas ankomst var den större delen av området befolkat av jägar- och sankerkulturer. Ruinerna i Paquimé, i nordvästra delen, vittnar till en högkultur baserad på jordbruk. Paquimé hade omkring 10 000 invånare och fanns mellan år 900 och 1340. Kulturen påminner både om pueblokulturen i sydvästra USA och centralmexikanska kulturer. År 1340 blev Paquimé plundrat.
Spanjorerna etablerade sig i Ciudad Juárez år 1659 och i staden Chihuahua år 1708. Båda bosättningarna blev ofta utsatta för angrepp av apacher och comancher.

## Befolkning
Befolkningen i staten är mycket blandad beroende på den höga invandringen från andra delstater i södra Mexiko. Exempelvis är 74,5 % av befolkningen i Ciudad Juárez första- eller andra generationens invandrare.
Det finns isolerade grupper av urfolk som tepehuaner i delstaten. Den mest kända är dock det skygga tarahumarafolket, som själva kallar sig för rarámuri - de som löper, ett levande exempel på uthållighetslöpning, förjagade av spanjorerna till det oländiga Barranca del Cobres kanjonsystem. Grupper av européer håller också till i området, mest kända är de tysktalande mennoniterna.

## Geografi
Den största delen av Chihuahua består av öken och stäpper, men här finns också bergskedjan Sierra Madre Occidental, som går i norr/sydriktning med ek- och furuskog. Gränsen till USA består av floden Río Bravo del Norte, även känd som Rio Grande. Vid floddalen finns ett område med viktigt jordbruk.
I den sydvästra delen finns även det stora ravinområdet Barranca del Cobre.

## Ekonomi
Chihuahua är en av de mest ekonomiskt välmående delstaterna i Mexiko, först och främst finns det stora industrier i Ciudad Juárez. Så kallade maquiladoras producerar färdigvaror för marknaderna i USA och Kanada, något som skapar många arbetstillfällen. Jordbruket är också viktigt. Turismen, först och främst i form av dagsturism till Ciudad Juárez från El Paso, är också en viktig inkomstkälla.